# 湘南海岸・砂浜のみち

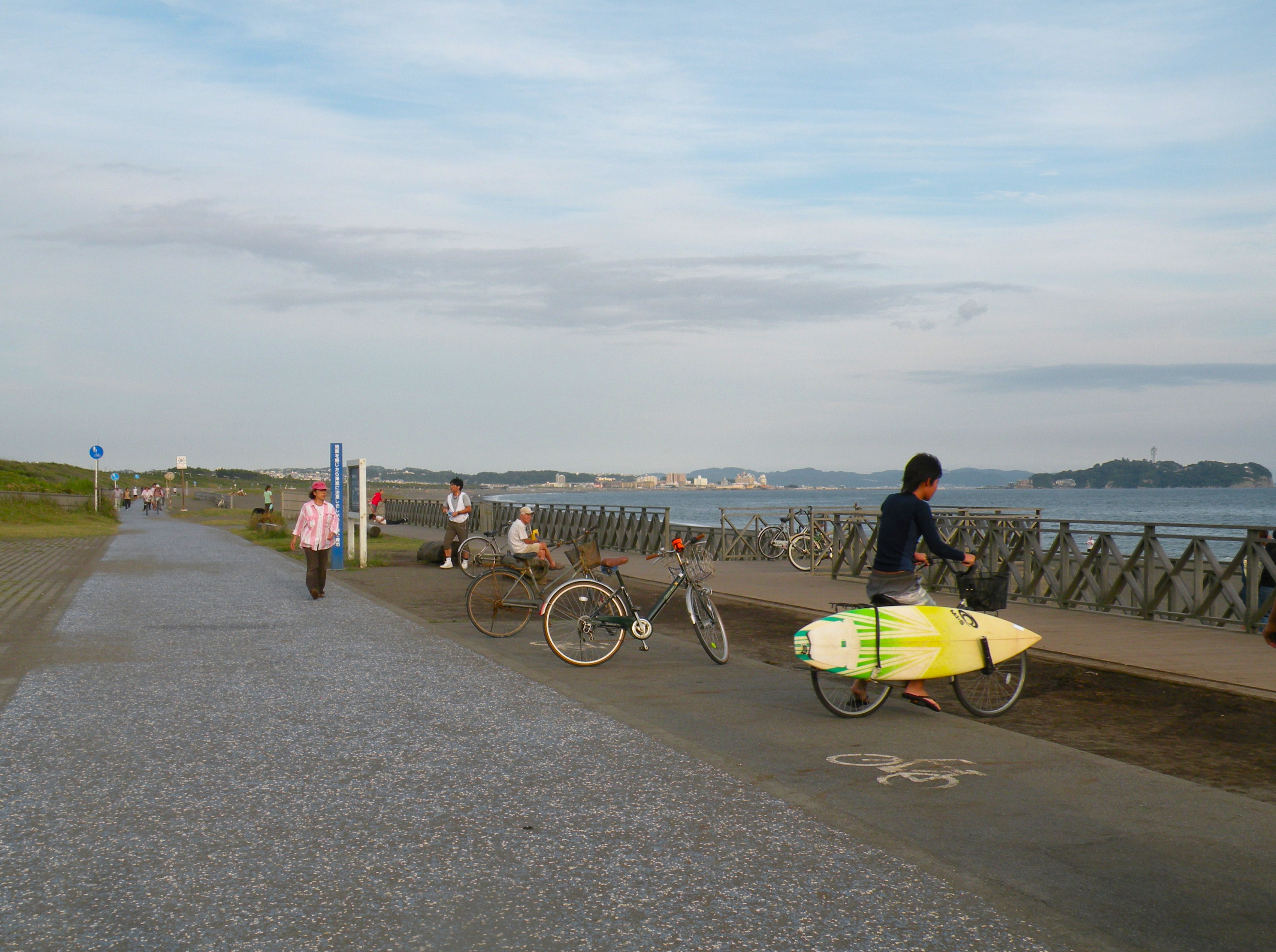
湘南海岸のサイクリング道路（茅ヶ崎市汐見台付近）

湘南海岸・砂浜のみち （しょうなんかいがん すなはまのみち）は、神奈川県藤沢市と茅ヶ崎市の湘南海岸に沿う自転車歩行者専用道路。関東ふれあいの道（首都圏自然歩道）の一部分にもなっているルートで、東部は湘南海岸公園の「海岸通路」という遊歩道、主要部分は藤沢市鵠沼海岸と茅ヶ崎市柳島海岸間の総延長約8kmの「湘南海岸のサイクリング道路」または「湘南海岸サイクリングロード」と呼ばれる自転車歩行者専用道路区間である。

## 概要
湘南海岸のサイクリング道路は、1968年（昭和43年）、国道134号の自転車歩行者専用道路として藤沢市鵠沼海岸四丁目の引地川河口付近から茅ヶ崎市柳島までの砂防林の外側の砂浜に沿って建設された。総延長約8km,幅員4.0m（一部区間を除く）、全線アスファルト舗装。海岸の環境保全等の観点からも照明灯は設置していない。車止めには烏帽子岩を象った石造のものと、ウィンドサーフィンの帆を象った金属製のものがあるなどの工夫が見られる。
高低差はほとんどなく、大部分が直線区間で、江の島や烏帽子岩を望む相模湾の展望を楽しみながら散歩、ジョギングやサイクリングをすることができる。砂浜につくられた道路なので、悪天時は強風や高波の影響を受ける。ことに風で路面に砂が堆積しやすいため、自転車はスリップに注意する必要がある。
起点に近い藤沢市鵠沼海岸四丁目に地下道部分があり、ここから始まる国道134号松波交差点の地下に設けられた地下横断歩道「湘南 海のちか道」が大和市下鶴間の国道246号大和橋西詰に至る神奈川県道451号藤沢大和自転車道線の起点となっている。自転車道路協会は、この路線について、三多摩地区から藤沢・茅ヶ崎方面への接続を可能とする路線と位置づけ、将来は関東地方西部を縦断する大規模自転車道の一路線として構想している。
一方、この湘南海岸のサイクリング道路は、太平洋岸自転車道構想の一部に組み込まれるべき道路であるが、神奈川県内では現在のところ西湘バイパス無料区間沿いの部分を除き、他の区間の建設は進んでいない。

## 沿線の見所
- 新江ノ島水族館
- 片瀬西浜・鵠沼海水浴場 - 日本一の海水浴場
- 県立湘南海岸公園 - サーフビレッジに展示室がある
- 湘南鵠沼海岸常設コート - ビーチバレージャパンの会場となる
- 鵠沼海浜公園 - 鵠沼スケートパークがある。旧鵠沼プールガーデン。
- 『浜辺の歌』記念ボード。
- しおさいの森 - 砂防林沿線の辻堂海岸・茅ヶ崎海岸・柳島3カ所で休憩施設や散策道などの拠点整備を行ってある部分。
- 県立辻堂海浜公園 - ジャンボプール・交通公園がメイン施設。
- 神奈川県藤沢土木事務所汐見台庁舎 - 「なぎさギャラリー」・「海浜自然生態園」を見学できる。
- 烏帽子岩
- サザンビーチちがさき - 茅ヶ崎海水浴場
- 柳島青少年キャンプ場

## 舞台にした作品
- 音楽
  - 『浜辺の歌』作詞：林古渓・作曲：成田為三
- 映像作品
  - 『海の上の君は、いつも笑顔。』：喜多一郎。2009年、オフィスキタ

## その他
- かつては自転車道の起点は引地川左岸にあり、無料貸し自転車もあった。1969年（昭和44年）3月、引地川国道134号「鵠沼橋」の下流側に並行して「みどり橋」（自転車橋）が架橋されたが、1990年（平成2年）9月30日、台風20号の豪雨の増水により、鵠沼橋・みどり橋共に落橋した。以後、鵠沼橋が拡幅して復旧し、みどり橋は廃棄された。
- 1977年（昭和52年）4月24日、この道路を往復する第1回湘南マラソン大会が開催された。同年10月からは「月例湘南なぎさマラソン」として毎月第1日曜日の朝に湘南海岸サイクリングコースを会場に開催されている。
- 「浜辺の歌」（作詞：林古渓／作曲：成田為三）は藤沢市辻堂東海岸で生まれたといわれる。2009年（平成21年）3月、辻堂東海岸の4町内会が共同で自転車道沿いに「浜辺の歌」記念ボードを設置した。

## 関連事項
- 日本の自転車道一覧
- 太平洋岸自転車道
- 関東ふれあいの道
- 湘南海岸公園 (藤沢市)